# Семпоала
19°26′49″ пн. ш. 96°24′15″ зх. д. / 19.447083333333° пн. ш. 96.404111111111° зх. д.
Семпоала або Земпоала (Науатль Cēmpoalātl «Місце двадцяти вод») — важлива мезоамериканська археологічна пам'ятка, розташована в муніципалітеті Урсуло-Гальван в штаті Веракрус, Мексика. Місце було заселено в основному тотонаками, кинантками та сапотеками. Це було одне з найважливіших поселень Тотонак у посткласичний мезоамериканський період  і столиця королівства Тотонакапан. Він розташований в одному кілометрі від берега річки Актопан і в шести кілометрах від узбережжя.
Семпоала було першим міським поселенням, яке іспанці побачили після прибуття на американський континент. 
За деякими даними, місто було засноване щонайменше за 1500 років до прибуття іспанців, і є докази впливу ольмеків. Хоча про докласичну та класичну епоху відомо небагато, докласичне місто було побудоване на курганах, щоб захистити його від повеней. Тотонаки переселилися в цей район під час піку Імперії Тольтеків, будучи витісненими зі своїх поселень на східних схилах Східної Сьєрра-Мадре. Тотонаки правили територією Тотонакапан, яка складалася з північної частини Веракруса разом із районом Закатлан Пуебла із загальною кількістю населення приблизно 250 000 осіб і приблизно 50 містами. На піку свого розвитку в Семпоала проживало від 25 000 до 30 000 чоловік. 

## Етимологія
Слово «Cēmpoalli» (від кореня науатль «Cēmpoal)» означає двадцять, а «ā (tl)» означає вода, отже, «двадцять вод». Альтернативна етимологія припускає, що назва означала «рясна вода».  Обидві версії припускають, що в місті було багато акведуків, які живили численні сади та навколишні поля. Третя версія припускає, що назва стосувалася комерційної діяльності, яка, за деякими даними, здійснювалася кожні 20 днів у доіспанські часи. 

## Історія

Карта Семпоала

Тотонаки переселилися на цю прибережну рівнину під час розквіту імперії тольтеків (1000-1150 рр. нашої ери). Археологи вважають, що тольтеки витіснили тотонаків зі своїх поселень на східних схилах Східної Сьєрра-Мадре до узбережжя.  Тут 27 травня 1520 року відбулася битва між військами Панфіло де Нарваеса та військами Ернана Кортеса, останні підтримувалися невеликою кількістю солдатів-корінних народів. 
Семпоала лежить на рівнинній прибережній рівнині приблизно в шести кілометрах від затоки і трохи більше ніж в кілометрі від берегів Ріо Актопан (також званого Ріо Чачалакас). 

## Союз з Кортесом
Семпоала та інші прибережні райони Веракруса були переможені ацтекськими військами Монтесуми I (середина 15 століття). Вони обкладалися великими податками і змушували їх відправляти сотні людей як данину за жертви та як рабів. Таке поводження з боку ацтеків створило ситуацію, яка призвела до поразки ацтеків від Кортеса в 16 столітті. 
Коли в 1519 році прибули іспанці на чолі з Ернаном Кортесом, тотонаки протягом кількох років страждали від панування ацтеків.
Іспанці почули про місто на дорозі під назвою Земпоала, перебуваючи у своєму охопленому малярією таборі Сан-Хуан-де-Улуа. Вони пройшли маршем і надіслали повідомлення про своє прибуття, а по прибутті їх зустріли 20 земпоаланських сановників.
У місті вони зустрілися з «Товстим начальником» Ксікомекоатлем, який нагодував їх і дав житло. Тотонак подарував Кортесу численні подарунки, зокрема золоті прикраси.
Ксікомекоатль висував багато скарг на імперію ацтеків і великого Монтесуми. 
Кортес пообіцяв послабити його занепокоєння. У Кьяуізтлані іспанці та тотонаки уклали свій союз проти ацтеків. 
Іспанці та Тотонаки розділили одну ціль. У серпні 1519 року Кортес і 40 капітанів Тотонак, що, за нижчою оцінкою, дорівнює приблизно 8000 солдатам, і 400 носильників вирушили до Теночтітлану.  Зусилля закінчилися падінням Теночтітлана, а тлатоані Монтесуму II, як заручника. 

## Комплекс
Комплекс Cempoala являє собою сукупність вражаючих громадських просторів і фортечних будівель, оточених рослинністю. Споруди були побудовані з каменів з сусідньої річки, з’єднаних розчином і вкриті вапном з обпалених черепашок і равликів. Це додавало сріблястого блиску їхньому вигляду, якщо дивитися з відстані. 
Як політико-релігійний центр міста, воно включало «Місце Рахунку», як його називали правителі Мексики, оскільки саме тут збирали податки та данину з регіону. 
Споруди, які часто нехтують історичним значенням, знаходяться в частині території, яка зараз відома як система стін IV. Саме тут Кортес успішно протистояв військам Панфіло де Нарваєса, закріпивши тим самим своє лідерство в колонізації мексиканської території. 

## Споруди

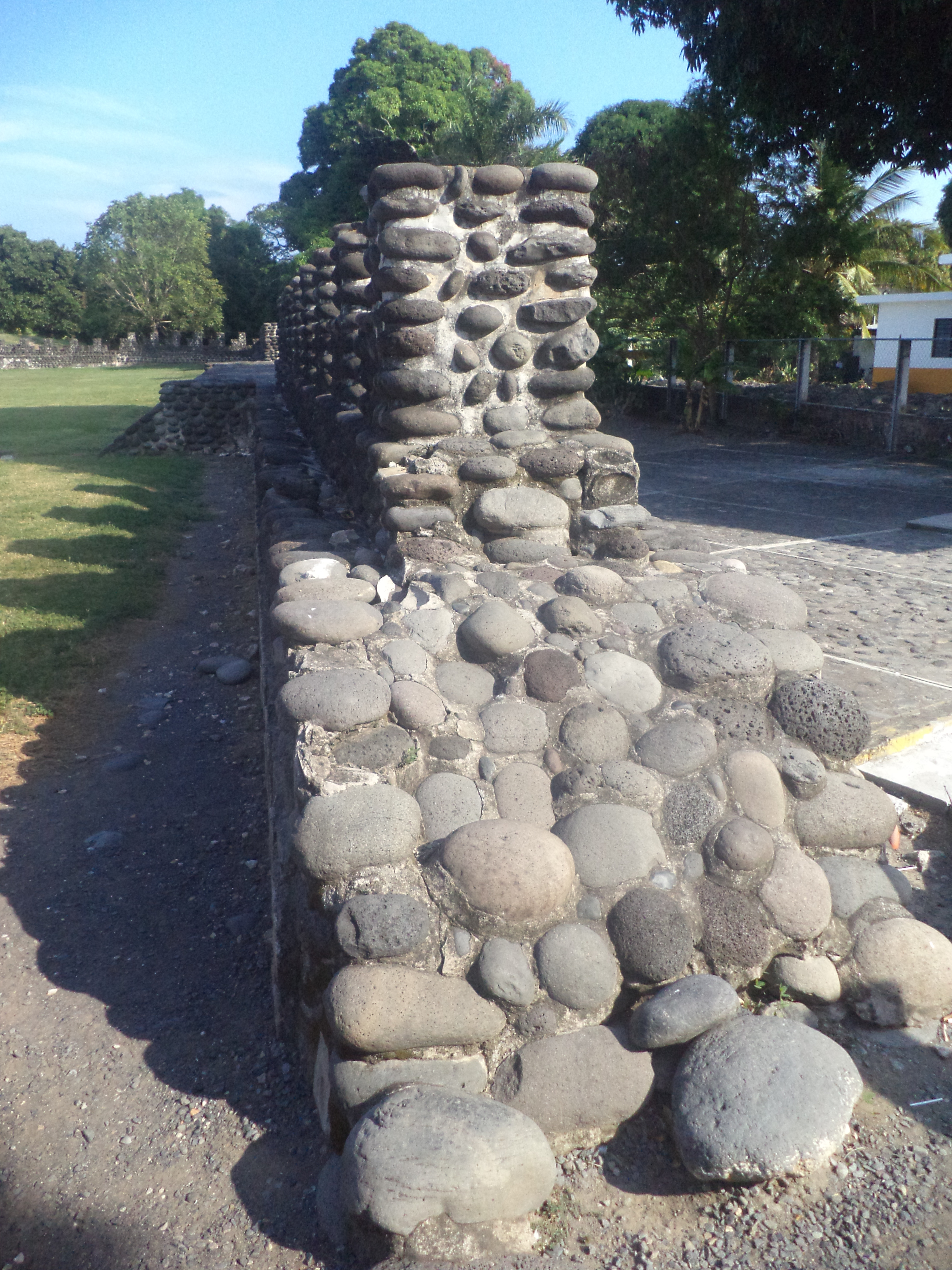
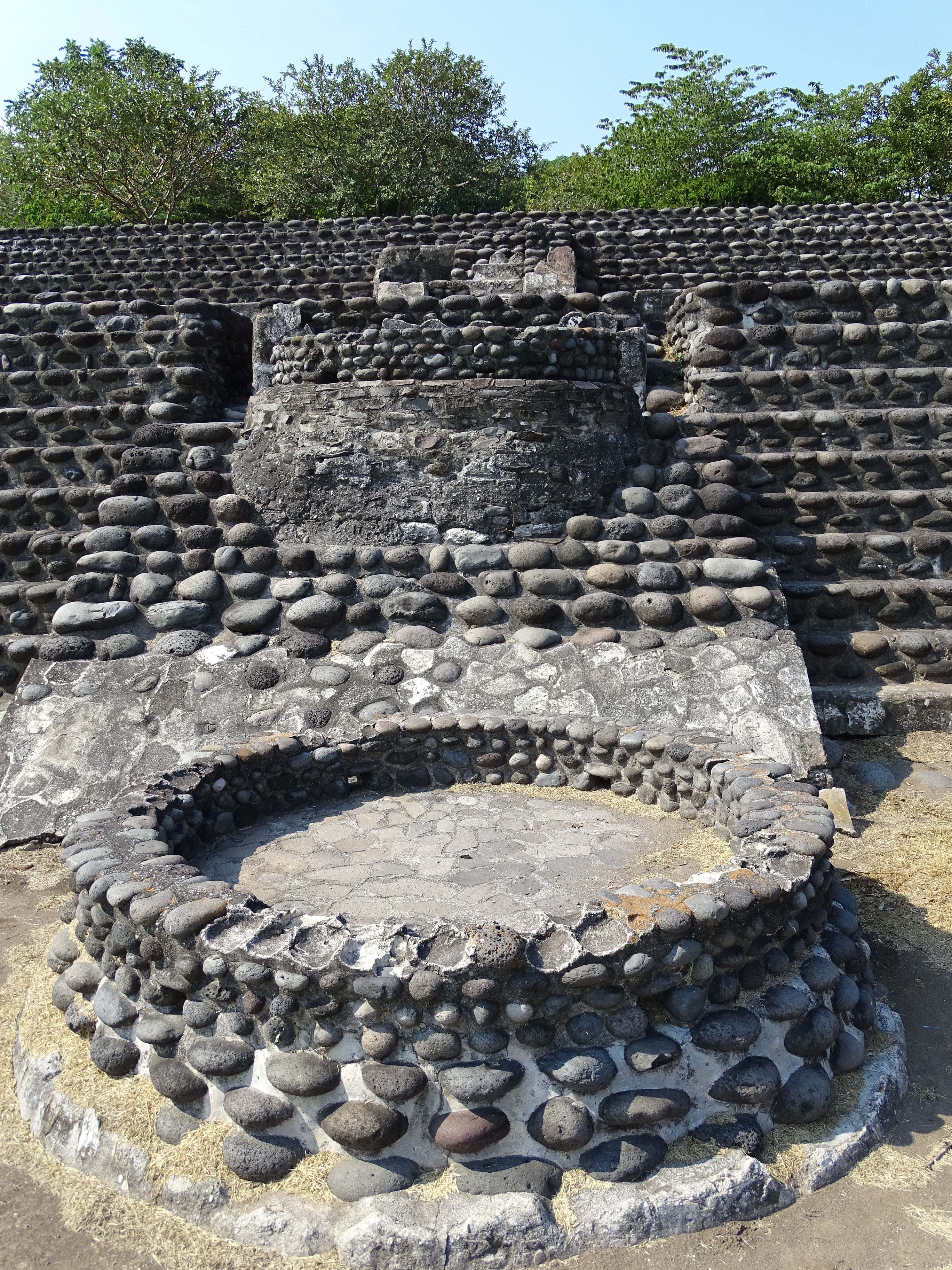
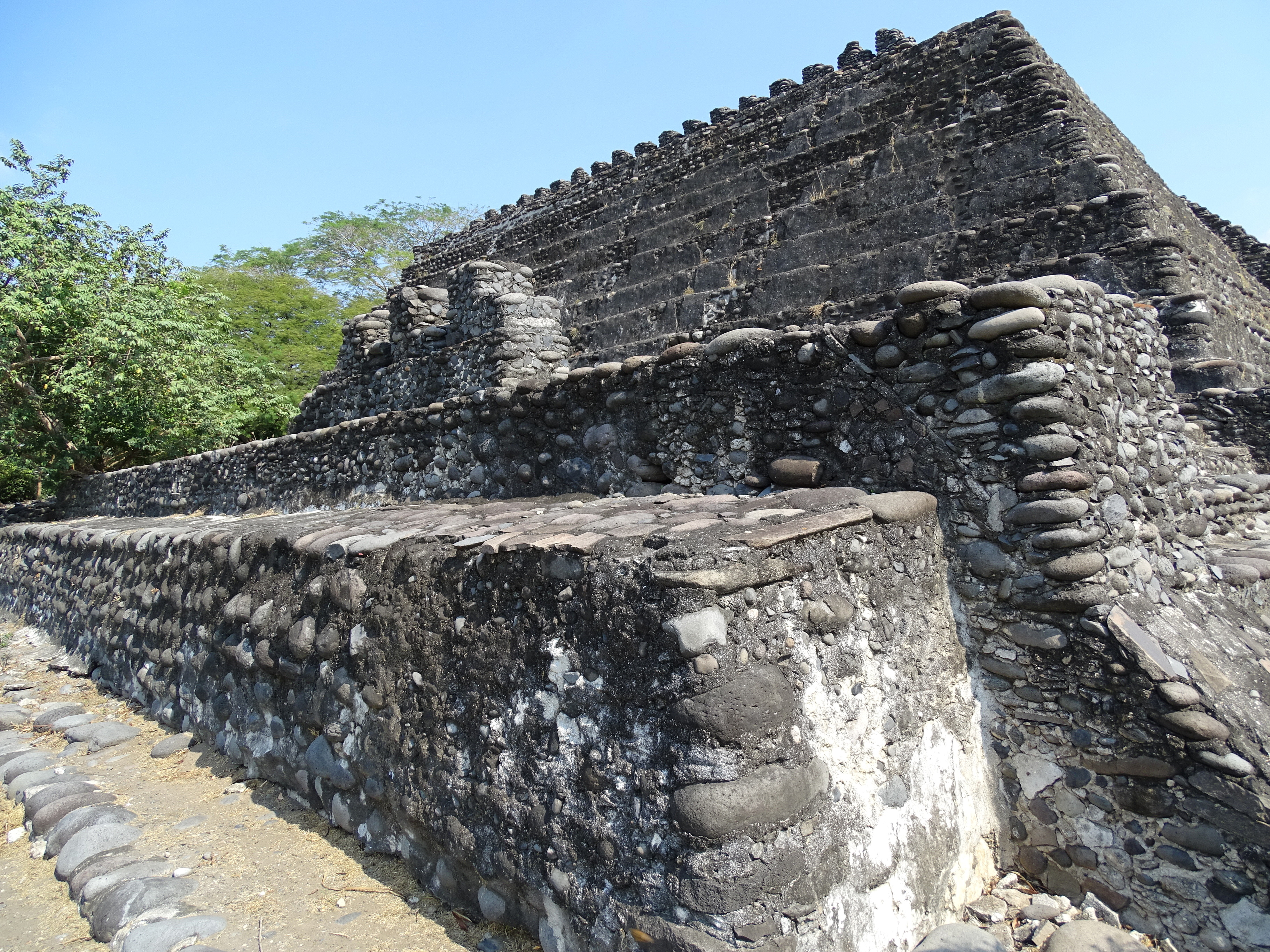
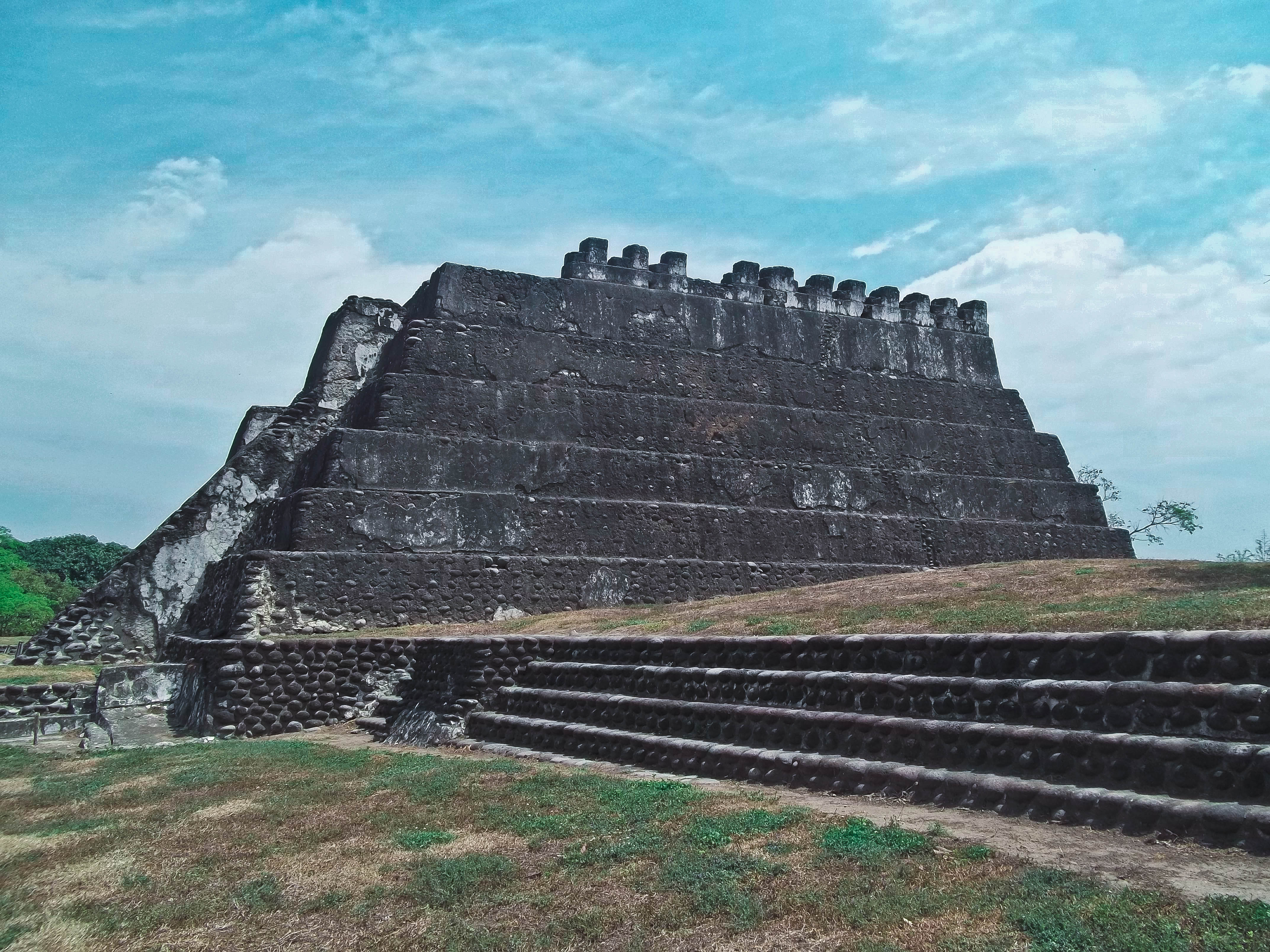
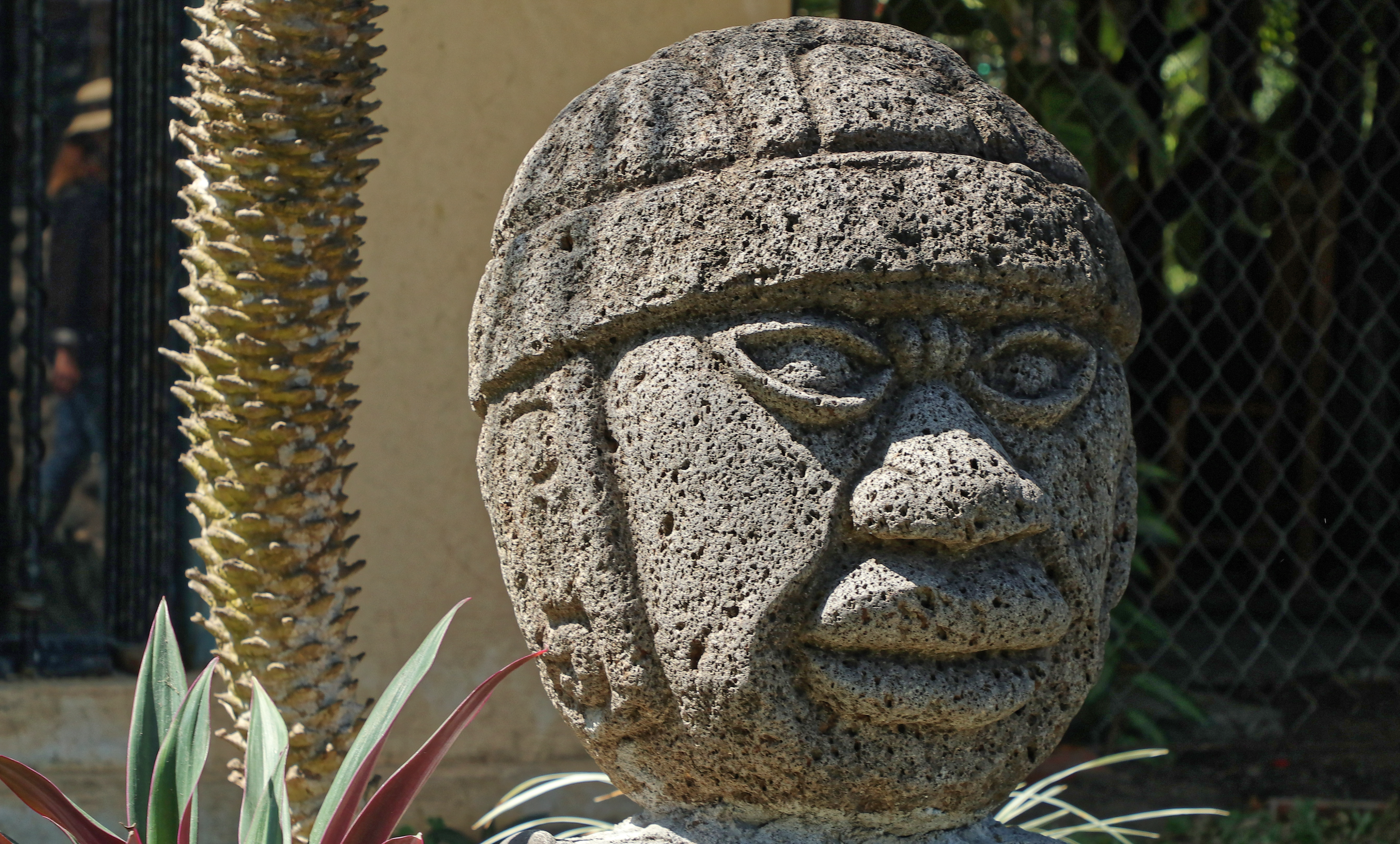

### Templo del Solабо Велика піраміда
Або Храм Сонця, побудований на тій же платформі, що й Templo Mayor, розділений великим квадратом. Це, мабуть, найбільш вражаюча споруда на місці.  Великий храм нагадує Храм Сонця в Теночтітлані. Храм Кетцалькоатля, Бог Пернатого Змія – це квадратна платформа, а Храм Ехекатля, Бог вітру – круглий. 

### Templo de las Chimeneas
Або димарний храм, має ряд напівкруглих стовпів висотою 1,5 метра, через таку своєрідну форму будівлю і назвали. 

### Ель Пім'єнто
Він має три корпусну структуру, найпримітнішою його особливістю є зовнішній декор, заснований на зображеннях черепів. 

### Templo de la Cruzабо хрестовий храм
Зберігає деякі фрески з небесними мотивами. 

### Templo Las Caritas
Так званий Храм Милосердя, що стоїть приблизно за 200 метрів на схід, являє собою двоярусну споруду, прикрашену фрагментами ліпних рельєфів. Він названий на честь сотень ліпних черепів, які колись прикрашали фасад невеликої споруди біля основи сходів храму – археологи вважають, що цей комплекс був присвячений богу смерті. 
Складається з двох перекритих підвалів з верхніми бічними елементами, відкритої кімнати, двох декоративних поясів, нижній має фрески із зображенням сонця, Місяця та Венери, як ранньої зірки, у верхній частині — велика кількість глиняних «лиць» чи маленьких черепів. Споруда прикрашена ліпниною на стінах та ієрогліфами, намальованими в нижніх частинах Гран Піраміда та вівтар поклоніння богу вітру Ехекатлю. 

### Інші кургани
Є й інші кургани, нерозкопані, які неможливо відвідати, розташовані в межах нинішніх будинків. Деякі споруди там, ймовірно, побудовані в тому ж стилі, що й резиденції доіспанських простолюдинів. 

## Астрономія в Семпоала

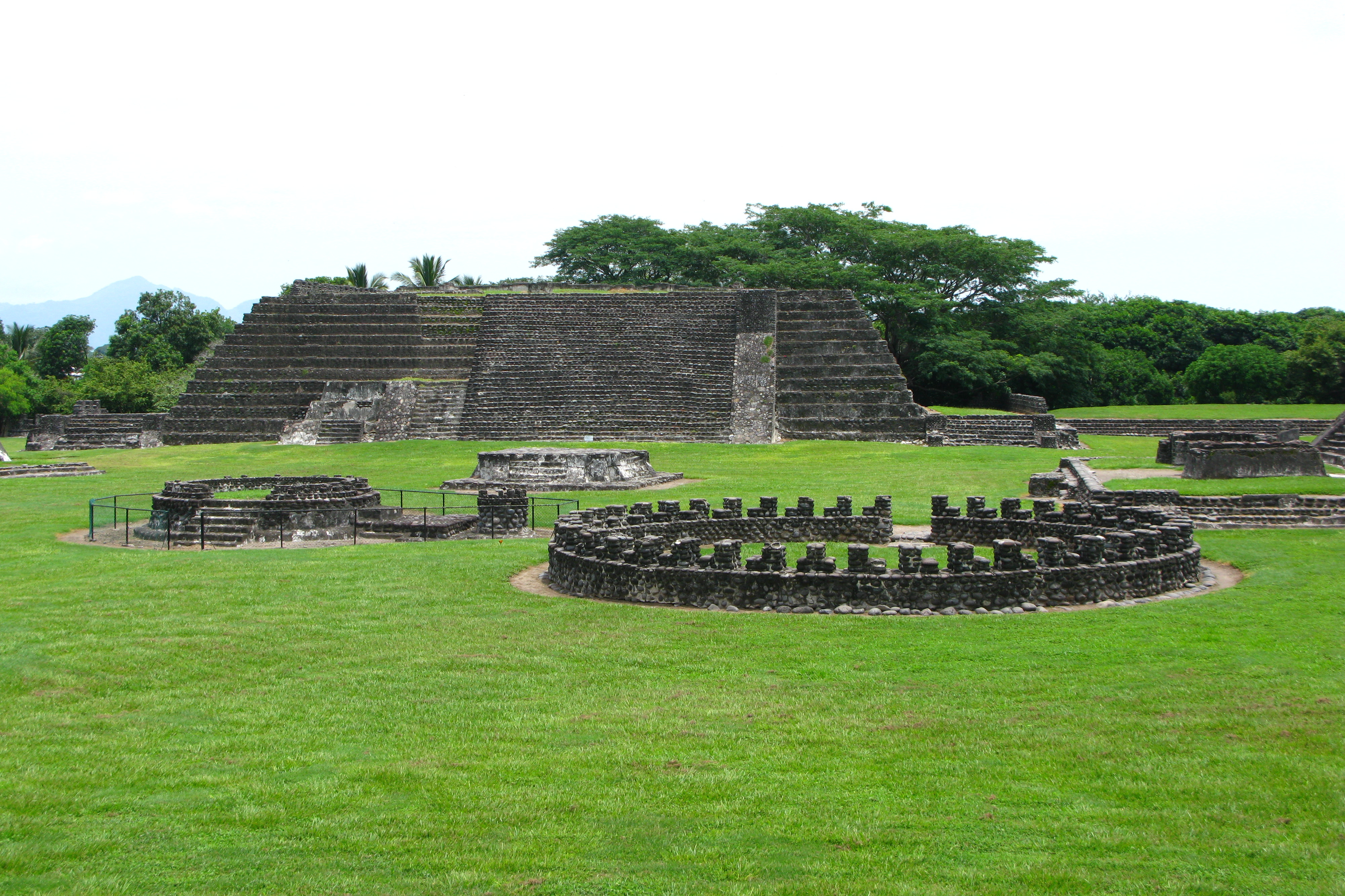
Кільця

Деякі дослідження Вінсента Х. Мальмстрьома з Дартмутського коледжу описують цікаві астрономічні зв’язки, які існують через три круглі кільця, знайдені в Земпоалі. 
Під масивною пірамідою (північно-східний кут) на центральній площі Семпоала знаходяться три дивовижних кам’яних кільця, кожне зроблене із заокругленої бруківки, з’єднаної разом, щоб утворити невеликі ступінчасті стовпи. Найбільше кільця має 40 ступінчастих стовпів, середнє — 28, а менше — 13 по колу. Здається, що три кільця використовувалися для калібрування різних астрономічних циклів, можливо, шляхом розміщення маркера або ідола від одного стовпа до наступного день за днем. 
Кам’яні кільця, які розглядаються з вершини головної піраміди, увінчані стовпами з 13, 28 і 40 сходинок, можливо, були лічильниками для відстеження циклів затемнень, створених жерцями Тотонаком. 
Можливо, за допомогою кілець жерці Тотонаки змогли відкалібрувати рух Місяця. Є підстави вважати, що ці кільця є ще одним доказом інтелектуальної цікавості та архітектурної винахідливості ранніх мезоамериканців» .

## Історія після 1519 року
Семпоала був процвітаючим містом, в якому іспанці під керівництвом Ернана Кортеса прибули до Мексики і встановили союзи з деякими групами, щоб піти на захоплення Теночтітлана. Місто Чемпола тоді налічувало приблизно 20 000 жителів, було найважливішим церемоніальним і комерційним центром імперії ацтеків, більше ніж Тлателолко. Іспанці назвали його в Villa Viciosa, що означає родюче село за багатьма фестивалями та величезними садами та садами, доступними та святковим і радісним характером мешканців. Пізніше він був відомий як Нова Севілья за схожість, на думку іспанців, з іберійським містом.  :107-108
Між 1575 і 1577 роками епідемія віспи (матлазауатль) знищила населення, за оцінками, два мільйони людей загинули в Мезоамериці. Місто було повністю занедбане, і ті нечисленні вціліли переїхали до міста Халапа. Тоді місто було втрачено для історії, поки археологи Франсіско дель Пасо та Тронкосо не відкрили його заново.
Після перемоги та завоювання Семпоала Тотонаки невдовзі зайняли свою нову долю поруч із своїми іноземними партнерами: були переселені й змушені були покинути місто, оскільки були християнізовані, їм заборонили сповідувати свої стародавні культи та були перетворені на рабів, щоб працювати на нових іспанських. поля цукрової тростини.